# Pauline Cousin
Pauline Cousin est une footballeuse française, née le 4 février 1995 à Dunkerque dans le Nord. Elle évolue au poste d'attaquante ou milieu de terrain à l'US Orléans en Division 2.

## Biographie

### Carrière en club

#### Formée à Saint-Omer (2001-2010)
Pauline Cousin a 5 ans lorsqu'elle commence le football dans le club de sa ville, l'US Saint-Omer, à Saint-Omer dans le Pas-de-Calais, où joue à cette époque son père en tant qu'avant-centre. Déjà attaquante et "numéro 9", elle y joue en mixité avec succès jusqu'à 15 ans, âge limite pour évoluer dans une équipe masculine. Contrainte de rejoindre un club de football féminin, elle est approchée par l'US Gravelinoise, un club de la région reconnu pour sa formation, et le club historique du football féminin dans le Nord-Pas-de-Calais, le FCF Hénin-Beaumont. Elle choisit ce dernier, qui évolue en Division 1 nationale, et rejoint sa section jeune pour la saison 2010-2011.

#### La découverte du haut-niveau au FCF Hénin-Beaumont (2010-2012)
Pour sa première année au FCF Hénin-Beaumont, Pauline Cousin fait partie de l'équipe des moins de 19 ans en compagnie de joueuses comme Claire Lavogez ou encore Léa Declercq, sa future partenaire en Équipe de France des moins de 17 ans.
Pensionnaire du Pôle espoir de Clairefontaine, elle ne dispute de rencontres en Challenge National U19 que lors de la saison 2011-2012 (5 rencontres, 5 buts), mais participe surtout à 15 matchs de Division 1 avec l'équipe première du FCF Hénin-Beaumont, dont 10 comme titulaire. Elle foule pour la première fois les pelouses de la 1re division le 4 septembre 2011, à seulement 16 ans, pour le premier match de la saison face au FF Yzeure (1-1). Elle inscrit 5 buts (2e meilleur total de son équipe) sur l'ensemble de la saison (le 1er face à l'EA Guingamp lors de la 8e journée) et réalise 1 passe décisive, mais cela ne suffira pas pour éviter au club nordiste la descente en Division 2 pour un seul point de retard sur le FF Yzeure.

#### L'éclosion en Division 2 (2012-2013)
Reversé dans le Groupe A de la Division 2, le club héninois réalise une saison 2012-2013 exceptionnelle, qui le voit survoler son groupe (19 victoires, 1 nul, 0 défaite) et s'assurer une remontée immédiate en Division 1. Le rendement de l'attaque nordiste est spectaculaire : 82 buts marqués en 20 matchs. La contribution de Pauline n'est pas négligeable : 17 buts sont inscrits par la jeune attaquante, en seulement 16 matchs joués, dont 15 comme titulaire. Année de son titre avec la France en Coupe du monde U17, cette saison est pour Pauline celle de l'éclosion, elle termine deuxième meilleure buteuse de son groupe de Division 2, juste derrière l'expérimentée Aurélie Desmaretz, sa partenaire et capitaine de club. Outre Léa Declercq, Pauline Cousin côtoie dans cette équipe des joueuses comme Rigoberte M'Bah, Marie-Charlotte Léger, Marine Dafeur ou Rachel Saïdi. L'Audomaroise marque son premier doublé lors de la 8e journée contre l'Amiens SC (5-0), et son premier triplé contre ce même club lors du match retour de la 18e journée.
Pauline Cousin participe également lors de cette saison à l'excellent parcours des jeunes Héninoises en Challenge National U19 (2 matchs, 2 buts), où elles terminent en tête de leur groupe devant l'équipe du Mans FC. Elles échouent néanmoins sévèrement en demi-finale contre le Montpellier HSC (5-1), double Champion en titre.

#### La lutte pour maintenir le club héninois dans l'élite (2013-2014)
Champion en titre de Division 2 après avoir écrasé son groupe, le parcours heurté du FCF Hénin-Beaumont en Division 1 lors de la saison 2013-2014 va une nouvelle fois illustrer la différence de niveau importante qu'il existe entre les deux divisions. Pauline et le club du Nord-Pas-de-Calais vont lutter âprement toute la saison pour rester dans l'élite, se maintenant systématiquement hors de la zone de relégation à une seule exception près, la plus importante, lors de la dernière journée. Après seulement une saison en D1, le club fait de nouveau l'ascenseur pour l'étage inférieur en raison d'une différence de buts particulière négative avec l'AS Saint-Étienne. Loin des standards de la saison précédente, Pauline Cousine termine tout de même la saison meilleure buteuse (6 réalisations) et meilleure passeuse (2 passes décisives) de son équipe, et participe aux 22 rencontres du Championnat (20 comme titulaires), auxquelles s'ajoutent 4 matchs en Challenge National U19 (4 buts).
Malgré la relégation de son équipe, elle se place en fin de saison à la 18e position du trophée UNFP qui détermine la meilleure joueuse du Championnat de France, à seulement 19 ans. Cherchant un nouveau challenge et à se relancer dans une nouvelle équipe, Pauline fait le choix d'évoluer en 2e division, recrutée par l'Olympique de Marseille et sa toute nouvelle section féminine en plein développement.

#### Un changement total d'horizon (2014- ~ )
Pour sa 4e année d'existence et sa 1re saison en Division 2, la jeune section féminine de l'Olympique de Marseille voit notamment le renfort de deux recrues de choix à l'intersaison : Caroline Pizzala, internationale française en provenance du Paris SG, et Pauline Cousin du FCF Hénin-Beaumont. L'équipe, entraînée par Christophe Parra et menée par sa capitaine Léa Rubio, réalise un très bon début de saison pour un promu en se classant, au bout de 7 journées, à la 2e place du groupe C, à deux points du FF Nîmes Métropole Gard. Quant à Pauline, titulaire à 7 reprises, elle inscrit dans cet intervalle 5 buts, dont un triplé contre l'AS Muretaine.

### Carrière internationale

#### En moins de 17 ans (2011-2012)
En 2010, repérée par Paco Rubio, Pauline Cousin intègre le Pôle espoir de Clairefontaine, puis l'Équipe de France des moins de 17 ans en 2011. Elle participe à son 1er match dans cette catégorie d'âge lors de la phase qualificative pour le Championnat d'Europe 2012 des moins de 17 ans, lors d'une victoire 10 buts à 0 face aux Îles Féroé (elle y inscrit son 1er but en bleu). Elle participe en tout aux 8 rencontres de ce parcours des Bleuettes aux Championnats d'Europe, inscrivant 4 buts et distillant de nombreuses passes décisives. Présentant un bilan éloquent de 7 victoires, 40 buts marqués pour seulement 2 encaissés, ce n'est pas complètement en tant qu'outsider que la France affronte en finale la redoutable équipe d'Allemagne. Malgré une domination collective française (et une frappe sur le montant de Sandie Toletti), les deux formations sont à égalité à l'issue du temps réglementaire (1-1) et le titre se joue finalement aux tirs-au-but. Ce sont les Allemandes qui s'y montrent les plus habiles (4-3), à la grande déception des Françaises dont c'est, pour certaines, la deuxième finale perdue d'affilée (Sandie Toletti, Kadidiatou Diani et Léa Declercq).
Ce bon parcours permet cependant aux Françaises de se qualifier pour la Coupe du monde féminine des moins de 17 ans qui a lieu en fin d'année en Azerbaïdjan. Après un 1er match nul face aux États-Unis (0-0), Pauline participe à deux matchs de poule, contre la Corée du Nord (1-1) et contre la Gambie (10-2), où la France est dans l'obligation de gagner par plus de 6 buts d'écart pour de se qualifier en quart-de-finale. Pauline contribue au large succès français en inscrivant un doublé. Elle est titulaire lors du quart-de-finale face au Nigéria mais ne trouve pas la faille. La France l'emporte finalement aux tirs-au-but, puis écarte le Ghana (2-0) en demi-finale, tombeur surprise du Japon au tour précédent. Les Bleuettes sont opposées de nouveau en finale à l'équipe nord-coréenne avec qui elles n'arrivent toujours pas à se départager à l'issue du temps réglementaire (1-1). La séance des tirs-au-but basculera du côté tricolore grâce à deux arrêts décisifs de Romane Bruneau. La France est Championne du monde.
Pauline Cousin a joué au total 15 matchs avec l'Équipe de France de football féminin des moins de 17 ans (13 en tant que titulaire) et a inscrit 9 buts, dont un triplé face à la Colombie en match amical. Elle évolue dans cette équipe, vice-Championne d'Europe et Championne du monde de la catégorie au côté de joueuses comme Griedge Mbock, Juliane Gathrat, Delphine Cascarino, Marion Romanelli ou encore Ghoutia Karchouni.

#### En moins de 19 ans (2013)
Malgré son palmarès important dans la catégorie des moins de 17 ans et un rendement devant le but qui ne faiblit guère (2 matchs, 1 but), Pauline n'arrivera pas à s'imposer en Équipe de France des moins de 19 ans où des profils plus athlétiques et de plus grands gabarits lui sont finalement préférés.
Elle ne participe qu'aux deux premières rencontres (1 titularisation) de la phase qualificative pour l'euro 2014 des moins de 19 ans, deux victoires contre la Slovaquie (4-0) et la Bulgarie (7-0) - où Pauline Cousin marque au bout d'1 minute de jeu sur un service de Léa Declercq. La France échouera finalement dans son objectif de qualification pour le tour final de l'euro dans les dernières secondes de son match face à la Suède (défaite 1-0 à la 88e).

## Statistiques et palmarès

### Statistiques
Le tableau suivant présente, pour chaque saison, le nombre de matchs joués et de buts marqués dans le championnat national, en Coupe de France (Challenge de France) et éventuellement en compétitions internationales. Le cas échéant, les sélections nationales sont indiquées dans la dernière colonne.
| Saison    | Club                   | Championnat | Championnat | Championnat | Coupe nationale | Coupe nationale | Coupe nationale | Sélections nationales | Sélections nationales | Sélections nationales |
| Saison    | Club                   | Type        | Matchs      | Buts        | Type            | Matchs          | Buts            | Type                  | Matchs                | Buts                  |
| 2011-2012 | FCF Hénin-Beaumont     | CNF19 + D1  | 5 + 15      | 5 + 5       | CdF             | 2               | 1               | U17                   | 10                    | 4                     |
| 2012-2013 | FCF Hénin-Beaumont     | CNF19 + D2  | 2 + 16      | 2 + 17      | CdF             | 4               | 2               | U17                   | 5                     | 5                     |
| 2013-2014 | FCF Hénin-Beaumont     | CNF19 + D1  | 4 + 22      | 4 + 6       | CdF             | -               | -               | U19                   | 2                     | 1                     |
| 2014-2015 | Olympique de Marseille | D2          | 22          | 14          | CdF             | 3               | 0               | -                     | -                     | -                     |
| 2015-2016 | Olympique de Marseille | D2          | 22          | 3           | CdF             | -               | -               | -                     | -                     | -                     |
| 2016-2017 | Olympique de Marseille | D1          | 10          | 1           | CdF             | 1               | 0               | -                     | -                     | -                     |

### Palmarès

#### En club
- Championne de France de Division 2 : 2013 (FCF Hénin-Beaumont) et 2016 (Olympique de Marseille)
- Quart-de-finaliste de la Coupe de France : 2013 (FCF Hénin-Beaumont)
- Demi-finaliste du Challenge National U19 : 2013 (FCF Hénin-Beaumont)

#### En sélection
- France U17
  - Championne du Monde des moins de 17 ans : 2012 en Azerbaïdjan
  - Vice-championne d'Europe des moins de 17 ans : 2012 en Suisse